# ناوبری

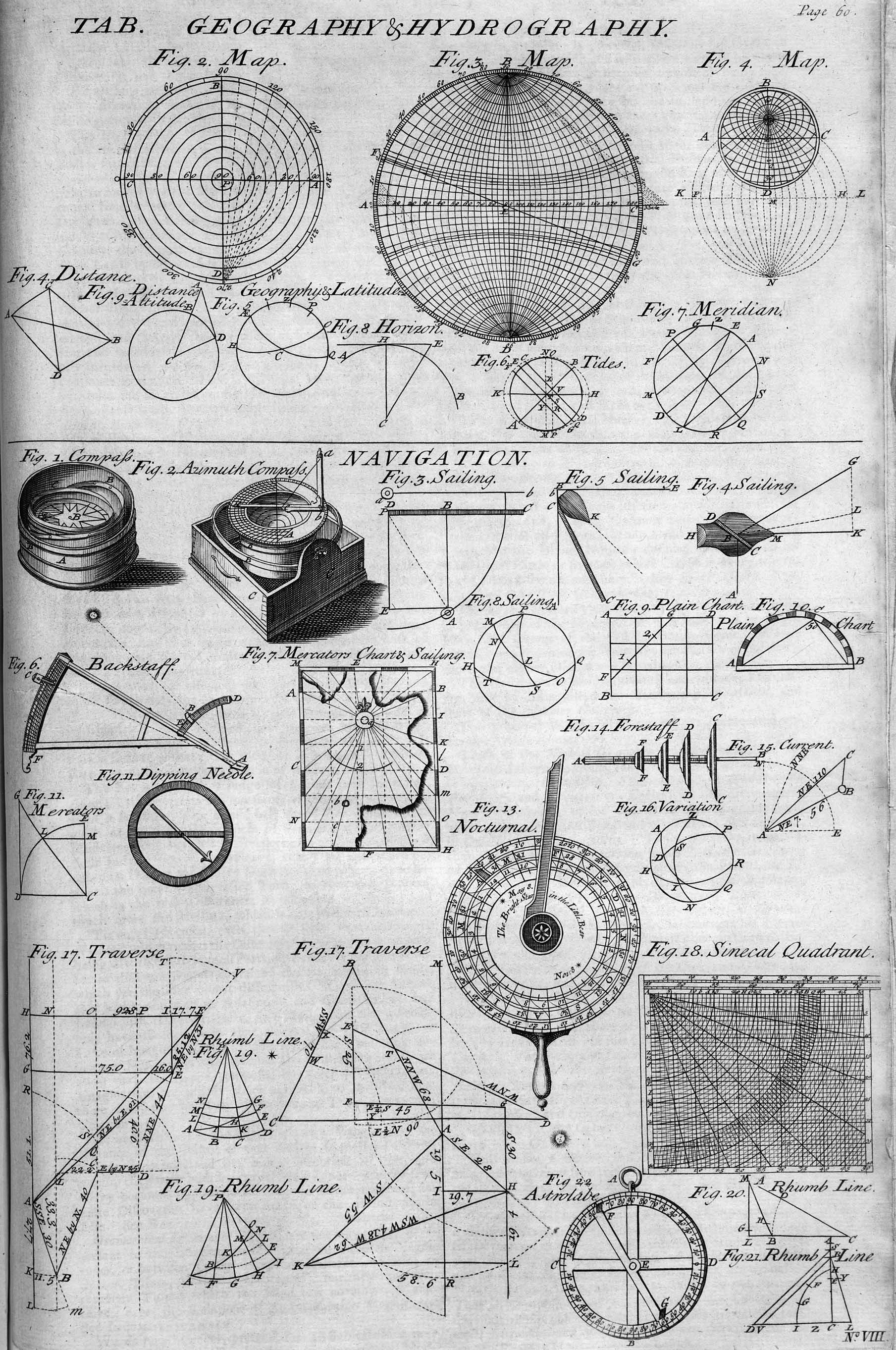
جدول جغرافیا، هیدروگرافی و ناوبری، ۱۷۲۸، از دانشنامه، یا فرهنگ جامع هنر و علوم

ناوبری دانش هدایت و راهیابی وسایل نقلیه بین دو نقطه‌ است. به‌طور خاص این هدایت بیشتر در مورد هواپیما و کشتی بین دو نقطه بر روی کره زمین است هرچند فضاپیماها نیز از سامانه‌های مشابهی استفاده می‌کنند.

## انواع ناوبری
ناوبری به دو دستهٔ کلی تقسیم می‌شود:

### ناوبری اینرسیایی
این شکل اصلی ناوبری در اکثر هواگردها و کشتی‌هاست و مبتنی بر اصول اینرسی عمل می‌کند. به این معنی که شتاب، چرخش و میدان مغناطیسی سیستم به ترتیب توسط سنسورهای شتاب‌سنج و ژیروسکپ و مگنتومتر حس شده و سپس با انجام یک سری عملیات ریاضی و فیلترینگ، میزان چرخش و در مدل‌های پیشرفته‌تر میزان تغییر موقعیت محاسبه می‌شود. این سیستم در اندازه‌گیری میزان چرخش دقت مناسبی دارد و مورد استفاده قرار می‌گیرد اما در اندازه‌گیری میزان تغییر مکان اگر از سنسورهای با دقت بسیار بالا استفاده نشود، خروجی خطاهایی دارد که لازم است در بازه‌های زمانی چند دقیقه‌ای با سیستم دیگری تطابق داده شود و خطای آن گرفته شود.
در کاربردهای تجاری معمولاً از سنسورهایی استفاده می‌شود که با فناوری MEMS ساخته شده‌اند اما در کاربردهای حساس و نظامی سنسورهای دیگری مانند FOG استفاده می‌شود که دارای دقت و قیمت بسیار بالا هستند.

### ناوبری با هدایت رادیویی
در این نوع از ناوبری یک ایستگاه رادیویی به‌طور مرتب سیگنال‌هایی را به اطراف می‌فرستد. این سیگنال‌ها شامل مختصات دقیق آن ایستگاه است. فرقی ندارد که این ایستگاه ثابت باشد (مانند برج کنترل فرودگاه) یا متحرک باشد (مانند ماهواره). نکته مهم این است که مختصات خود ایستگاه باید در هر لحظه معلوم باشد. هواپیما یا کشتی که این سیگنال‌ها را دریافت می‌کند با استخراج مختصاتی که در سیگنال گنجانده شده و انجام عملیات هندسی بر روی آن‌ها مختصات خودش را به دست می‌آورد و با استفاده از نقشه‌های استاندارد مسیرش را پیدا می‌کند. در این روش معمولاً بیش از یک ایستگاه رادیویی باید در دیدرس وسیله باشد.
عالی‌ترین شکل هدایت رادیویی سامانهٔ موقعیت‌یاب جهانی (GPS)است که شامل ۲۴ ماهواره در مدار زمین است و با آن در هر نقطه از زمین می‌توان مختصات را با دقتی در حد متر به دست آورد.
کشور روسیه نیز یک سامانهٔ موقعیت‌یاب ماهواره‌ای با نام گلوناس دارد و اتحادیهٔ اروپا نیز در صدد به راه انداختن چنین سامانه‌ای در آیندهٔ نزدیک با نام گالیلئو (ناوبری ماهواره‌ای) است.
از گذشته قطب‌نماها هم کاربرد وسیعی در کشتی‌ها داشته‌اند که دقت پایین و امکان بروز خطاهای زیاد از نکات منفی آن‌ها هستند. در سیستم ناوبری مبتنی بر اینرسی اطلاعات قطب‌نما با ژایروسکپ ترکیب می‌شود و مقداری از خطای آن را رفع می‌کند. همچنین انجام عملیات کالیبراسیون نیز می‌تواند تأثیر فراوانی بر رفع خطای قطب‌نماهای دیجیتال داشته باشد.